# Бьянки, Эд
Эдвард Бьянки (англ. Edward Bianchi; род. 24 апреля 1942) — американский телережиссёр и продюсер. Бьянки был продюсером сериала канала HBO «Дедвуд».

## Карьера
До «Дэдвуда» Бьянки был режиссёром нескольких музыкальных видеоклипов для Лютора Вандросса и танцевальных заставок для каждого сезона сериала «Шоу Косби». С 1976 по 1995 гг. он снял множество рекламных роликов для таких клиентов, как American Express, Pepsi Cola, Coke Cola, Dr. Pepper, Eastern Airlines, Jello Pudding и Jamaica Tourist Board. Он выиграл каждую главную рекламную награду, включая «премию Гильдии режиссёров» за лучшую рекламную режиссуру в 1985 году. Бьянки был режиссёром сериала «Убойный отдел» в 1998 году, созданного Томом Фонтаной. Это было его первым телешоу в качестве режиссёра. В 2002 году он занялся режиссурой «Прослушки», критически успешного, драматического сериала канала HBO, созданного Дэвидом Саймоном. Он рассказывал о войнах с наркотиками в Балтиморе, Мэриленде. Позже Бьянки присоединился к команде драматического вестерна канала HBO «Дедвуд» в качестве режиссёра для первого сезона в 2004 году. Сериал был создан Дэвидом Милчем и был сосредоточен на растущем городе на Диком Западе. Бьянки снял эпизоды «Суд над Джеком Макколом» и «Больше никаких сыновей и дочерей». Его наняли в качестве продюсера второго сезона в 2005 году, и он продолжил регулярно снимать эпизоды. Он снял двухсерийную премьеру сезона «Расчётливая ложь», «Столица и объединённые земли» и финал сезона «Мальчик-с-которым-говорит-Земля». Бьянки и продюсерский состав были номинированы на премию «Эмми» за лучший драматический сериал на 57 церемонии вручения премии за их работу над вторым сезоном. Бьянки покинул продюсерский состав после второго сезона, но вернулся в качестве режиссёра третьего и финального сезона в 2006 году. Он снял эпизоды «О признании и доверии» и «Улыбка Дьявола». В 2011 году он присоединился к шоу канала STARZ «Город мечты», создателем и исполнительным продюсером которого является Митч Глейзер. Он фокусируется на отельном бизнесе в 1959 году в Майами-Бич. Он снял 4 из 8 эпизодов первого сезона.
Бьянки женат на Карле Бьянки, которая появилась в роли Мэри Стоукс в «Дэдвуде» и роли Пегги Риф в «Городе мечты». У пары есть трое детей: Адам, Алан и Стелла.

## Фильмография

### Телевидение
Режиссёр
| Год  | Название                            | Ориг. название                    | Сезон | Название эпизода                   | Эпизод | Примечания |
| ---- | ----------------------------------- | --------------------------------- | ----- | ---------------------------------- | ------ | ---------- |
| 2018 | Семь секунд                         | Seven Seconds                     | 1     | "A Boy and a Bike"                 | 10     |            |
| 2018 | Семь секунд                         | Seven Seconds                     | 1     | "Boxed Devil"                      | 7      |            |
| 2014 | Поворот: Шпионы Вашингтона          | Turn                              | 1     | "Кто стрелял?"                     | 2      |            |
| 2014 | Мотель Бейтс                        | Bates Motel                       | 2     | "Решительные действия"             | 6      |            |
| 2013 | Подпольная империя                  | Boardwalk Empire                  | 4     | "Ва-банк"                          | 4      |            |
| 2011 | Убийство                            | The Killing                       | 1     | "Клетка"                           | 2      |            |
| 2010 | Сестра Готорн                       | Hawthorne                         | 2     | "Линия начала"                     | 2      |            |
| 2009 | Сестра Готорн                       | Hawthorne                         | 1     | "Верь мне"                         | 6      |            |
| 2009 | Герои                               | Heroes                            | 4     | "Прыжок, толчок, падение"          | 2      |            |
| 2009 | Необычный детектив                  | The Unusuals                      | 1     | "Идентификация личности"           | 10     |            |
| 2009 | Схватка                             | Damages                           | 2     | "Выбирай свою дату"                | 9      |            |
| 2007 | Безумцы                             | Mad Men                           | 1     | "Женитьба Фигаро"                  | 3      |            |
| 2007 | Схватка                             | Damages                           | 1     | "Ненавижу этих людей"              | 11     |            |
| 2006 | Дедвуд                              | Deadwood                          | 3     | "Улыбка Дьявола"                   | 8      |            |
| 2006 | Дедвуд                              | Deadwood                          | 3     | "О признании и доверии"            | 4      |            |
| 2005 | Дэдвуд                              | Deadwood                          | 2     | "Мальчик-с-которым-говорит-Земля"  | 12     |            |
| 2005 | Дэдвуд                              | Deadwood                          | 2     | "Столица и объединённые земли"     | 8      |            |
| 2005 | Дэдвуд                              | Deadwood                          | 2     | "Расчётливая ложь (Часть 1)"       | 2      |            |
| 2005 | Дэдвуд                              | Deadwood                          | 2     | "Расчётливая ложь (Часть 2)"       | 1      |            |
| 2004 | Дэдвуд                              | Deadwood                          | 1     | "Больше никаких сыновей и дочерей" | 9      |            |
| 2004 | Дэдвуд                              | Deadwood                          | 1     | "Суд над Джеком Макколом"          | 5      |            |
| 2004 | Прослушка                           | The Wire                          | 3     | "Раз за разом"                     | 1      |            |
| 2003 | Прослушка                           | The Wire                          | 2     | "Побочный ущерб"                   | 2      |            |
| 2003 | Прослушка                           | The Wire                          | 2     | "Отлив"                            | 1      |            |
| 2002 | Прослушка                           | The Wire                          | 1     | "Таксофон"                         | 6      |            |
| 1999 | Закон и порядок: Специальный корпус | Law & Order: Special Victims Unit | 5     | "Ритуал"                           | 14     |            |
| 1998 | Убойный отдел                       | Homicide: Life on the Street      | 7     | "Красное, красное вино"            | 7      |            |
| 1998 | Убойный отдел                       | Homicide: Life on the Street      | 6     | "Секреты"                          | 20     |            |

### Фильмы
- Поклонник / The Fan (1981)